# Шлаттер, Фердинан де
Фердинан де Шлаттер (фр. Ferdinand de Schlatter; 14 февраля 1831 года, Париж — 4 июля 1907 года, Булонь-сюр-Сен) — французский яхтсмен, бронзовый призёр летних Олимпийских игр 1900 года.

## Биография
Фердинан де Шлаттер родился 14 февраля 1831 года в Париже. Занимался литографией и книгопечатанием. Был членом Яхт-клуба Франции, с 1892 по 1897 год был президентом Парижского общества парусного спорта. Олимпиаде 1900 принял участие в двух гонках среди лодок водоизмещением от 2 до 3 тонн в парусном спорте на собственной лодке Gwendoline. Вместе с экипажем из Жильбера де Котиньона и Эмиля Жан-Фонтена, будучи рулевым, он пришёл в первой гонке третьим и во второй четвёртым, выиграв бронзовую медаль в возрасте 69 лет, 3 месяцев и 8 дней, став старейшим французским олимпийским призёром в истории.